# Reserva índia La Posta
La reserva índia La Posta és una reserva índia que constitueix la llar de la Banda La Posta d'Indis de Missió Diegueño de la Reserva La Posta una tribu reconeguda federalment de kumeyaays del comtat de San Diego a Califòrnia, coneguts a vegades com a indis de missió.

## Reserva
La reserva La Posta (32° 44′ 04″ N, 116° 23′ 28″ O / 32.73444°N,116.39111°O) és una reserva índia federal situada a l'est del comtat de San Diego, Califòrnia, vora les muntanyes Laguna i Boulevard, a 16 km al nord de la frontera EUA-Mèxic. La reserva té una superfície de 3.556 acres o 14,39 km² amb una població de 18 persones. La reserva limita amb el Bosc Nacional Cleveland i s'hi accedeix només per un camí de terra que en general està tancat per evitar intrusos.
Fou establida en 1893. En 1973 cap dels 4 membres registrats de la tribu vivia a la reserva.

## Govern
La banda La Posta té la seu a Boulevard. Es regeixen per un consell tribal escollit democràticament. Gwendolyn Parada és el seu president tribal actual.

## Desenvolupament econòmic
La tribu té la propietat i gestió del Casino La Posta i el restaurant Marie's a Boulevard que es va tancar el 2012.